# Хакер, Питер
Питер Майкл Стефан Хакер (англ. Peter Michael Stephan Hacker; 15 июля 1939) — британский философ. Область научных исследований — философия сознания и философия языка. Известен благодаря детальному комментарию работ Людвига Витгенштейна. Открыто критикует когнитивную науку.

## Карьера
Питер Хакер изучал философию, политику и экономику в Куинз-Колледже Оксфордского университета с 1960 по 1963 год. В 1963—1965 он был старшим научным сотрудником в оксфордском Колледже Святого Антония, где он начал работу над своим дипломным проектом под руководством профессора Герберта Харта. Его докторская работа «Правила и обязанности» была завершена в 1966 году во время исследовательской деятельности в Баллиол-колледже в Оксфорде.
С 1966 года Питер Хакер является стипендиатом оксфордского колледжа Святого Джона, а также сотрудником факультета философии Оксфордского университета. В разное время он преподавал в таких заведениях, как университет Макере в Уганде (1968), Суортмор-колледж, США (1973 и 1986), Мичиганский университет (1974).
В 1985 Хакер был приглашенным профессором в Королевском университете в Кингстоне, в 2009 — приглашенным научным сотрудником в области гуманитарных наук в Болонском университете. С 1985 по 1987 год состоял в качестве научного сотрудника в Британской академии гуманитарных наук.
В 1991—1994 годах Хакер являлся старшим научным сотрудником в Leverhulme Trust (крупный национальный фонд грантов в Соединённом Королевстве).
В 2006 году Питер Хакер вышел на пенсию, но не прекратил профессиональной деятельности. Он был назначен почётным научным сотрудником в колледже Святого Иоанна в Оксфорде, и в настоящее время является профессором философии в университете Кента.

## Философия
Питер Хакер один из самых значительных современных представителей лингво-терапевтического подхода к философии, разработанной Людвигом Витгенштейном. Согласно этому подходу, слова и концепты, используемые языковым сообществом, принимаются как данность, и роль философии заключается в том, чтобы разрешить или упразднить философские проблемы посредством анализа употребления этих слов и структурных отношений между этими концептами. Таким образом, задачи философского исследования весьма отличается от задач научного исследования, и Хакер придерживается этой позиции, считая, что между этими двумя сферами проходит строгая разделительная линия: «Философия привносит свой вклад не в человеческое знание, а в человеческое понимание» («Philosophy is not a contribution to human knowledge, but to human understanding», quoted from «An Orrery of Internationality»). Это привело к его прямому разногласию с философами нейронауки: Антонио Дамасио, Дэниелом Деннетом и другими. В отличие от Хакера, они считают, что нейронаука может продлить свет на философские вопросы, такие как природа сознания и психофизиологическая проблема (так называемая mind-body problem).
Питер Хакер утверждает, что все эти проблемы, как и все философские затруднения, не являются вовсе настоящими проблемами, а миражами, возникшими из-за концептуальной путаницы. Отсюда следует, что научное исследование (прибавляющее факты о людях или о мире) не может помочь решить их. Его книга, вышедшая в 2003 году, «Философские основания нейронауки», написанная в соавторстве с нейроученным Максом Беннеттом, содержит изложение этих воззрений и критики идей многих современных исследователей мозга и философов, включая Фрэнсиса Крика, Антонио Дамасио, Дэниела Деннета, Джона Сёрля и других. В общем Хакер считает, что большая часть общепринятых мест современной философии отличаются непоследовательностью.
Он отвергает теорию идентичности (редуктивный физикализм) так же, как и функционализм, элиминативный материализм и другие формы редукционизма. Хакер отстаивает методологический плюрализм, отрицая, что стандартное объяснение человеческого поведения должно соответствовать причинно-следственной связи, и настаивает на несводимости объяснения к простой каузальности. Он отрицает, что психологические характеристики могут быть чётко соотнесены с мозгом, утверждая, что они могут быть приписываемы только человеческому существу в целом. Хакер попытался показать, что головоломки и тайны сознания испаряются, стоит только применить внимательный анализ к непереходным и переходным формам сознания, и что так называемые квалиа суть не что иное, как философская фикция. Вместе с М. Р. Беннетт, Хакер заявил, что элиминативный материалист неизбежно пилит тот сук, на котором он сидит. Во имя разума, истины и науки он уничтожает весь разум, истину и науку.
Хакер достаточно часто сотрудничал с коллегой по Оксфорду, философом Г. П. Бейкером.

## Книги
- Insight and Illusion: Wittgenstein on Philosophy and the Metaphysics of Experience (Clarendon Press, Oxford, 1972)
- Insight and Illusion — themes in the philosophy of Wittgenstein (extensively revised edition) (Clarendon Press, Oxford, 1986) (ISBN 0-19-824783-4)
- Wittgenstein : Understanding and Meaning, Volume 1 of an analytical commentary on the Philosophical Investigations (Blackwell, Oxford, and Chicago University Press, Chicago, 1980)(ISBN 0-631-12111-0)(ISBN 1-4051-0176-8)(ISBN 1-4051-1987-X), co-authored with G.P. Baker.
- Frege : Logical Excavations, (Blackwell, Oxford, O.U.P., N.Y., 1984) (ISBN 0-19-503261-6) co-authored with G.P. Baker.
- Language, Sense and Nonsense, a critical investigation into modern theories of language (Blackwell, 1984) (ISBN 0-631-13519-7) co-authored with G.P. Baker.
- Скептикцизм, правила и язык (в соавторстве с Бейкером Г. П.) — М.: КАНОН+, 2008. — 239 с. — (ISBN 978-5-88373-057-4).
- Wittgenstein : Rules, Grammar, and Necessity — Volume 2 of an analytical commentary on the Philosophical Investigations (Blackwell, Oxford, UK and Cambridge, Massachusetts, 1985) (ISBN 0-631-13024-1)(ISBN 0-631-16188-0) co-authored with G.P. Baker.
- Appearance and Reality — a philosophical investigation into perception and perceptual qualities (Blackwell, 1987) (ISBN 0-631-15704-2)
- Wittgenstein : Meaning and Mind, Volume 3 of an Analytical Commentary on the Philosophical Investigations (Blackwell, Oxford and Cambridge, Massachusetts, 1990) (ISBN 0-631-18739-1)
- Wittgenstein: Mind and Will, Volume 4 of an Analytical Commentary on the Philosophical Investigations (Blackwell, 1996) (ISBN 0-631-18739-1)
- Wittgenstein’s Place in Twentieth Century Analytic Philosophy (Blackwell, Oxford, UK and Cambridge, Massachusetts, 1996) (ISBN 0-631-20098-3)
- Wittgenstein on Human Nature (Weidenfeld and Nicolson, London, 1997) (ISBN 0-7538-0193-0)
- Wittgenstein: Connections and Controversies (Clarendon Press, Oxford, 2001) (ISBN 0-19-924569-X)
- Philosophical Foundations of Neuroscience (Blackwell, Oxford, and Malden, Mass., 2003) (ISBN 1-4051-0855-X), co-authored with Max Bennett
- Neuroscience and Philosophy: Brain, Mind, and Language (Columbia University Press, New York, 2007) (ISBN 978-0-231-14044-7), co-authored with Max Bennett, D. Dennett, and J. Searle
- Human Nature: The Categorial Framework (Blackwell, 2007) (ISBN 1405147288)
- History of Cognitive Neuroscience (Wiley, Blackwell, 2008) (ISBN 978-1-4051-8182-2), co-authored with Max Bennett
- The Intellectual Powers: A study of Human Nature (Wiley-Blackwell, Oxford, 2013) (ISBN 978-1-4443-3247-6) pb. ed.[3]
- Wittgenstein: Comparisons & Context (Oxford University Press, Oxford, 2013) (ISBN 978-0-19-967482-4)
- The Passions: A study of Human Nature (Wiley-Blackwell, Oxford, 2017) (ISBN 978-1-119-44046-8)